# Jerzy Stachura (poeta)
Jerzy Edward Stachura (ur. 5 stycznia 1951 w Gdyni) – polski poeta, bard i malarz.

## Życiorys
Jest bratankiem i uczniem Edwarda Stachury, który zadedykował mu Piosenkę dla Juniora i jego gitary.  Zasiadał w jury konkursu poetyckiego „O Srebrną Łuskę Pstrąga”.
Zagrał główną rolę w filmie dokumentalnym Teresy Kudyby pt. Edward Stachura z tego świata.
Mieszka na Grabówku w Gdyni.

## Nagrody
- Laur Czerwonej Róży[6]
- Nagroda Peleryny za tom poezji Na więcej niż jedno życie (1986)[6]

## Twórczość

### Publikacje książkowe
Wydał ponad 20 książek poetyckich:
- Ostry piątek[1]
- Ściana lasu[1]
- Czy będę sam czy tylko ten pierwszy[1]
- Noszę w sobie dom[1]
- Między nami milcząc[1]
- Wspomnij Grabówek[1]
- Nie więcej niż jedno życie[7] (1986)[6]
- Rozwód pod słońcem (Młodzieżowe Centrum Kultury w Gdyni, 1987)[8]
- Słoma makowa[1] (Intop Ltd., 1998)[9]
- Próba tymolowa (2000)[10]
- Ktokolwiek widział niech zapomni[1] (Art Gallery, 2000)[11]
- Wiersze do kieszeni: wybór wierszy dla przyjaciół: (1985–1997) (2004)[12]
- Akacje z Grabowej (Stowarzyszenie In gremio, 2011)[13][14]
- Listy, których nie ma do kogo wysłać (In Gremio, 2012)[15]
- Tylko tędy przechodziłem (Fundacja Pomysłodajnia, 2013)[16]
- Poezje (Wydawnictwo C&T, 2014)[17]
- Grabówek wierszem malowany (Marek Miczulski, "Vox humana", 2014)[18]
- O jedną miłość za daleko (Wąbrzeźno, 2016)[19]
- Czyż nie pożycza się kwiatów (Wąbrzeskie Zakłady Graficzne, 2018)[20]
- Wiersze, które zapomniałem napisać (2019)[7]
- Ślepy justunek (2020)[21]
- Siwe pobocza (Wąbrzeskie Zakłady Graficzne, 2022)[22]
- Mleczne bary (mikropowieść)[23][24]

### Albumy muzyczne
Wykonuje utwory własne oraz pochodzące z repertuaru Edwarda Stachury:
- Sted, Junior i wszyscy z drogi pod chmurami (książka + CD, 2014)[7]
- Kup sobie wiersz (CD, 2017)[7][26]

### Malarstwo
Od około 2004 roku zajmuje się malarstwem; jego obrazy są inspirowane twórczością fowistów i Vincenta van Gogha, często pojawia się u niego zastosowanie impastu. Wystawiał swoje prace malarskie m.in. w twierdzy Boyen, Muzeum Uniwersyteckim w Toruniu, a także w Niemczech czy Szwecji. Zilustrował m.in. książkę pt. Pomiędzy nami… Stefana Tyczyny.